# Abrazos de mamá

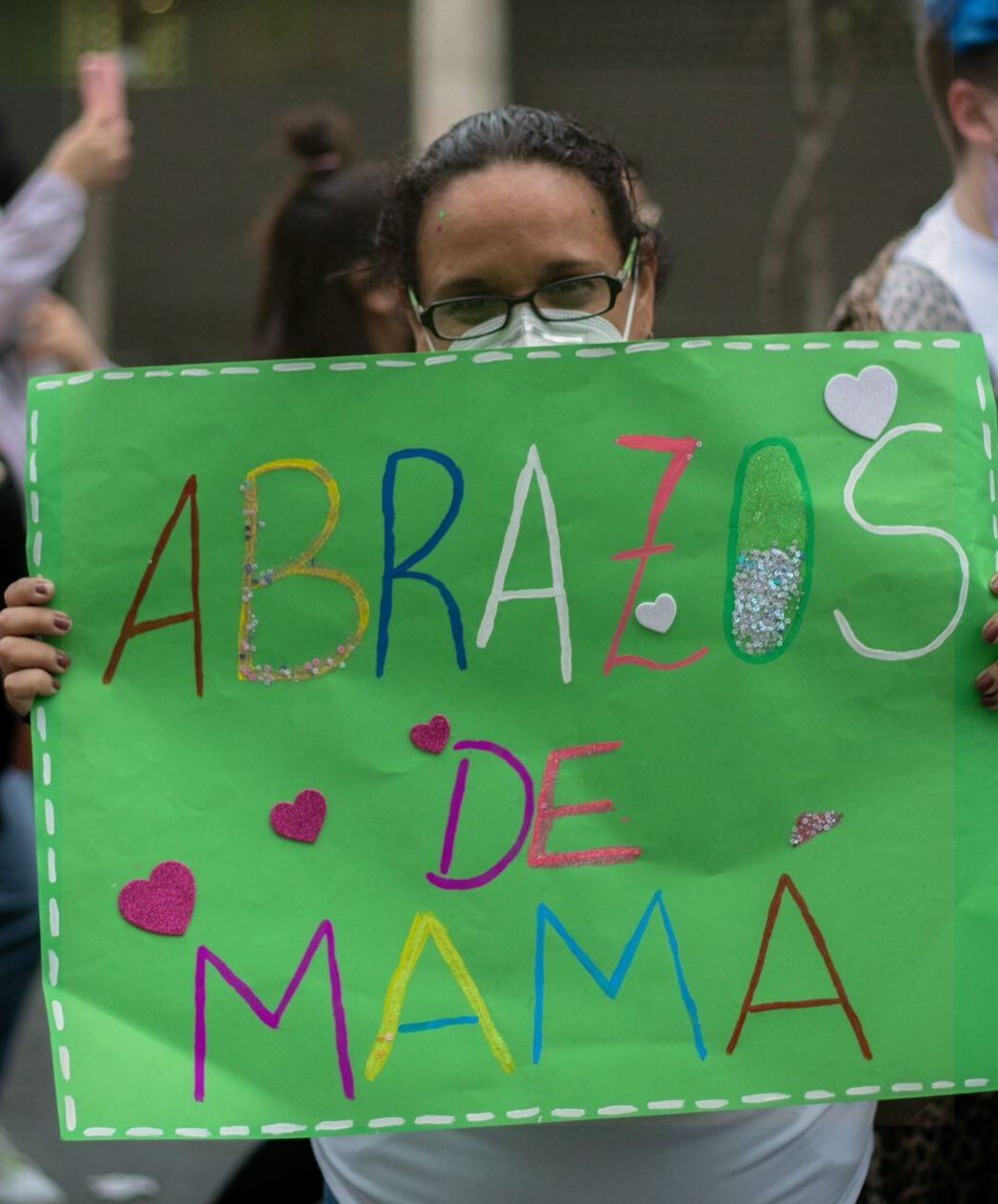
Mujer con un cartel de «abrazos de mamá» durante la marcha del Orgullo de Lima de 2022

Abrazos de mamá es una acción participativa en la que mujeres ofrecen abrazos a personas de la comunidad LGBT+ durante las marchas del Orgullo; generalmente el gesto es solicitado por quienes han sufrido rechazo dentro de sus familias. El reclamo se realiza usando un cartel que reza «Abrazos de mamá». La iniciativa se originó en 2015 por Sara Cunningham, una madre cristiana estadounidense, quien realizó la primera acción durante el Oklahoma Pride Festival. Para ello usó una chapa casera con el lema «Free Mom Hugs» (en español: abrazos de mamá gratis). Posteriormente creó una organización sin ánimo de lucro, con capítulos en todos los estados de Estados Unidos, que en la actualidad acumulan más de 37.000 miembros.
La acción se ha difundido de forma espontánea por varios países del mundo, como Argentina, Colombia, México,  y que además se ha viralizado a través de las redes sociales, con el hashtag #AbrazosDeMamá. En 2023 los vídeos con dicha etiqueta acumularon 22 millones de visualizaciones en TikTok.